# Kujtim Majaci
Kujtim Majaci (ur. 20 marca 1962 w Fierze, zm. 14 lipca 2009 tamże) – albański piłkarz pochodzenia kosowskiego, najlepszy napastnik w historii klubu Apolonii Fier, król strzelców Kategorii e Parë z lat 1986 i 1990. Należał do albańskiej reprezentacji U-21, a w latach 1989–1990 do reprezentacji Albanii.
Zmarł dnia 14 lipca 2009 z powodu zawału mięśnia sercowego; kondolencje jego rodzinie złożył premier Albanii Sali Berisha.

## Upamiętnienie
Po śmierci Kujtima Majaciego w centrum Fieru wzniesiono pomnik na jego cześć.

## Życie prywatne
Miał syna Albiego.